# Happy Tree Friends
Happy Tree Friends er en flash animation kortfilmsserie skabt af Kenn Navarro, Aubrey Ankrum og Rhode Montijo for det amerikanske tegnefilmselskab Mondo Mini Shows. Serien handler om en gruppe antropomorfe skovdyr, der på trods af deres nuttede personligheder i hvert afsnit ender med at lide en ekstremt voldelig død. Seriens officielle hjemmeside fraråder stærkt, at børn ser med.
Serien er kendt for afsnit, der begynder fredeligt med, at dyrene lever deres liv som normalt, indtil en pludselig begivenhed forårsaget af et andet dyr fører til, at mange af karaktererne udsættes for ekstrem og grusom grafisk vold og lider en brutal død. Hvert afsnit  handler om, hvordan karaktererne lider under ulykkelig eller bevidst påført smerte, mord eller lemlæstelse.
Ideen til serien blev skabt, da en af seriens skabere, Rhode Montijo, på et stykke papir tegnede den karakter, som senere skulle blive Shifty. Derefter tegnede han en gul kanin, der lignede Cuddles, og skrev "Resistance is futile" under den. Rhode hængte tegningen op ved sit skrivebord, så andre kunne se den, og efterhånden blev idéen præsenteret for og accepteret af Mondo Medias ledelse.

## Programmets karakterer
Alle karaktererne er antropomorfe skovdyr, og de har alle (med undtagelse af Lumpy, Sniffles og Buddhist Monkey) to hjørnetænder og hjerteformede næser. I de tidlige afsnit opførte de fleste af karaktererne sig som børn, der legede barnlige lege. Men som serien skred frem, blev alderskonceptet droppet, og nu opfører karaktererne sig både som børn, teenagere og voksne i forskellige afsnit. De eneste karakterer, der afviger fra dette, er Pop og Cub, der altid opfører sig som henholdsvis en voksen og et barn, samt karakterer, hvis roller normalt ikke påvirkes af alder, såsom Splendid eller Cro-Marmot.
I begyndelsen af hvert afsnit er karaktererne typisk i hverdagssituationer. Disse situationer eskalerer altid til vold og uundgåelige dødsfald for de involverede og/eller "uskyldige" tilskuere, primært på grund af meget uheldige og overraskende ulykker med ellers uskadelige redskaber. Nogle af karaktererne har mentale lidelser, som f.eks. Flippy, der lider af PTSD fra en krig og forvandles til en morder i visse situationer (f.eks. når balloner springer, hvilket lyder som skud for ham).
De fleste karakterer vender dog altid tilbage til næste afsnit, i live og uskadte.